# 이명정
이명정 (Lee Myeong-jeong, 1945년 4월 15일 ~ )은 한국 의 장거리 주자이다. 그는 1968년 하계 올림픽에서 마라톤 대회 에 참가했다 .